# Muriel Freeman
Muriel Freeman   (Worcester, 9 de setembre de 1897 - Northampton, 1980) va ser una tiradora d'esgrima anglesa que va competir durant la dècada de 1920.
El 1924 va prendre part en els Jocs Olímpics de París, on fou quarta en la prova del floret individual del programa d'esgrima. Quatre anys més tard, als Jocs d'Amsterdam, guanyà la medalla de plata en la prova del floret individual del programa d'esgrima.